# Gürzenich-Orchester
Das Gürzenich-Orchester Köln ist das Sinfonieorchester der Stadt Köln, gegründet als Cölner Städtisches Orchester, das in der Spielzeit 2013/2014 sein 125-jähriges Jubiläum feierte.

## Geschichte
Namensgeber des Orchesters ist der frühere Konzertsaal, der Gürzenich. Seit 1986 ist das Orchester in der Kölner Philharmonie beheimatet.
In der Tradition der Domkapelle reicht die Geschichte des Orchesters bis ins 15. Jahrhundert zurück. Die 1827 gegründete „Concert-Gesellschaft“ veranstaltete „Winterkonzerte“, aus denen seit 1857 die „Gürzenich-Konzerte“ hervorgingen. Das im gesamten 19. Jahrhundert existierende stadtkölnische Theaterorchester wurde 1888 in städtische Dienste übernommen.
Von der Spielzeit 2003/2004 bis 2013/2014 war der Kölner Generalmusikdirektor Markus Stenz neben der Kölner Oper auch verantwortlich für das Gürzenich-Orchester. Seit Beginn der Spielzeit 2012/2013 ist James Gaffigan, Chefdirigent des Luzerner Sinfonieorchesters und ständiger Gastdirigent des Radio Filharmonisch Orkest in Hilversum, erster Gastdirigent des Gürzenich-Orchesters.
Ab der Spielzeit 2015/16 übernahm François-Xavier Roth das Amt des Generalmusikdirektors. Im Mai 2020 wurde bekannt, dass sein Vertrag bis 2025 mit einer Option bis 2027 verlängert wurde.
Der Orchestermanager Stefan Englert wurde zum 1. September 2018 Geschäftsführender Direktor des Gürzenich-Orchesters und löste damit Patrick Schmeing ab, der bis Ende 2017 das Amt innehatte.

## Besondere Angebote
„GO Plus“ heißt ein kostenfreies Angebot im Internet, bei dem ausgewählte live aufgenommene Konzerte des Gürzenich-Orchesters als hochauflösende Videos und als Audiostream erlebt werden können.
Alternativ steht YouTube zur Verfügung.

## Gürzenich-Kapellmeister
- Conradin Kreutzer (1840–1842)
- Heinrich Dorn (1843–1849)
- Ferdinand Hiller (1850–1884)
- Franz Wüllner (1884–1902)
- Fritz Steinbach (1903–1914)
- Hermann Abendroth (1915–1934)
- Eugen Papst (1936–1944)
- Günter Wand (1946–1974)
- Juri Aronowitsch (1975–1986)
- Marek Janowski (1986–1990)
- James Conlon (1990–2002)
- Markus Stenz (2003–2014)
- François-Xavier Roth (2015–2024)[5][6]

Am 30. März 2023 wurde Andrés Orozco-Estrada als neuer Generalmusikdirektor vorgestellt, der ab der Spielzeit 2025/26 sein Amt antreten soll.

## Bedeutende Uraufführungen
- Kurt Atterberg: 6. Sinfonie (1928)
- Johannes Brahms: Doppelkonzert für Violine, Violoncello und Orchester (1887)
- Walter Braunfels: Te Deum (1922)
- Walter Braunfels: Der Tod der Kleopatra (1946)
- Walter Braunfels: Sinfonia brevis (1949)
- Otto Klemperer: Messe (1923)
- Gustav Mahler: 3. Sinfonie (zusammen mit der Städtischen Kapelle Krefeld) (1902)
- Gustav Mahler: 5. Sinfonie (1904)
- Hans Pfitzner: Das dunkle Reich (1930)
- Max Reger: Serenade (1906)
- Max Reger: Hiller-Variationen (1907)
- Max Reger: Symphonischer Prolog zu einer Tragödie (1909)
- Richard Strauss: Don Quixote (1898)
- Richard Strauss: Till Eulenspiegels lustige Streiche (1895)
- Bernd Alois Zimmermann: Sinfonia prosodica (1946)

- Bernd Alois Zimmermann: Konzert für Orchester (1947)
- Bernd Alois Zimmermann: Die Soldaten (1965)

## Ehrendirigenten
- ab 1987: Günter Wand
- ab 2009: Dmitrij Kitajenko

## Auszeichnungen
Das Orchester wurde 2010 Preisträger beim Innovationswettbewerb 365 Orte im Land der Ideen der Deutschen Bank.
Ausgezeichnet wurde das seit Mitte Oktober 2005 bestehende weltweit einzigartige Angebot GO live! von Konzertmitschnitten auf CD oder das Herunterladen auf einen MP3-Player rund fünf Minuten nach dem Schlussapplaus.